# نیکلای مایسوریان
نیکلای آلکساندری مایسوریان (ارمنی: Նիկոլայ Ալեքսանդրի Մայսուրյան؛  زادهٔ ۱۱ نوامبر ۱۸۹۶ - درگذشته ۲۲ نوامبر ۱۹۶۷) دانشمند در زمینه‌های تولیدات کارخانه‌ای، اصلاح نباتات اهل ارمنستان بود.

## زندگی‌نامه
وی در ۲۳ نوامبر [سبک قدیمی: ۱۱ نوامبر] ۱۸۹۶ در تفلیس به دنیا آمد و از دانشگاه فنی گرجستان فارغ‌التحصیل گشت. اولگا مایسوریان مادر وی بود. آلکساندر مایسوریان نوه وی می‌باشد. همچنین برندهٔ جوایزی همچون نشان پرچم سرخ کار و نشان لنین شده است. وی در ۲۲ نوامبر ۱۹۶۷ در سن ۷۱ سالگی در تفلیس درگذشت و در گورستان ارامنه مسکو به خاک سپرده شد.

## یادداشت
1. ↑  գյուղատնտեսական գիտությունների դոկտոր և կենսաբանական գիտությունների դոկտոր
2. ↑  Anaida Iosifovna Atabekova
3. ↑  Մոսկվայի Կ. Ա. Տիմիրյազևի անվան գյուղատնտեսական ակադեմիա